# Ya Me Te! / Adventure wa Giniro ni
Singles de Especia
Midnight Confusion
(11 sept. 2013) Aviator / Boogie Aroma
(22 juil. 2015)
Ya Me Te! / Adventure wa Giniro ni, officiellement stylisé YA・ME・TE! / Adventure wa Giniro ni (YA・ME・TE !/アバンチュールは銀色に, Gin'iro ou Gin-iro) est le 2e single du groupe Especia sorti en 2014 et son premier à double-face A.

## Détails du single
Il s'agit du premier single du groupe à contenir une double face A après un premier single Midnight Confusion sorti en septembre 2013. Le single sort le 8 janvier 2014 sur le label Tsubasa Records en deux éditions : une régulière et une limitée. Il atteint la 34e place du classement hebdomadaire des ventes de l'Oricon et s'y maintient pendant une semaine seulement.
Le CD contient au total neuf pistes dont trois chansons inédites : les deux chansons principales YA • ME • TE ! et Adventure wa Giniro ni, une chanson inédite en face B Ame no Parlor ainsi que leurs versions instrumentales et version acappella. Le titre YA・ME・TE ! (typographie de Yamete (やめて) ; mot japonais signifiant : « arrêter ») est une chanson « fusion pop-funk de style des années 90 » tandis que la chanson Adventure wa Giniro ni mélange la j-pop au disco, ce qui fait de sa musique du « disco mignon ».
L’édition limitée inclut le CD avec un DVD en supplément, celui-ci contenant une vidéo du concert du groupe Bailas con Especia tenu le 18 août 2013 au Shibuya WWW à Tokyo.
Les deux chansons principales figureront sous des versions remaniées sur le premier album du groupe Especia GUSTO qui sortira quatre mois plus tard, en mai 2014. Il s'agit du dernier single du groupe avec un de ses membres Akane Sugimoto qui le quittera des mois plus tard en octobre 2014.

## Membres
Membres crédités sur le single : 
- Haruka Tominaga (leader)
- Chika Sannomiya
- Chihiro Mise
- Akane Sugimoto
- Monari Wakita
- Erika Mori

## Listes des titres
| CD    | CD                                              | CD    | CD | CD | CD | CD | CD | CD | CD |
| No    | Titre                                           | Durée |    |    |    |    |    |    |    |
| ----- | ----------------------------------------------- | ----- | -- | -- | -- | -- | -- | -- | -- |
| 1.    | YA・ME・TE!                                     | 4:28  |    |    |    |    |    |    |    |
| 2.    | Adventure wa Giniro ni (アバンチュールは銀色に) | 3:49  |    |    |    |    |    |    |    |
| 3.    | Ame no Parlor (雨のパーラー)                    | 6:14  |    |    |    |    |    |    |    |
| 4.    | YA・ME・TE! (Instrumental)                      | 4:28  |    |    |    |    |    |    |    |
| 5.    | Adventure wa Giniro ni (Instrumental)           | 3:49  |    |    |    |    |    |    |    |
| 6.    | Ame no Parlor (Instrumental)                    | 6:14  |    |    |    |    |    |    |    |
| 7.    | YA・ME・TE! (Acappella)                         | 3:49  |    |    |    |    |    |    |    |
| 8.    | Adventure wa Giniro ni (Acappella)              | 2:57  |    |    |    |    |    |    |    |
| 9.    | Ame no Parlor (Acappella)                       | 5:47  |    |    |    |    |    |    |    |
| 39:35 |                                                 |       |    |    |    |    |    |    |    |

| 1. | Tokyo Live (東京ワンマン) 「Bailas con Especia」 2013年08月18日@Shibuya WWW |  |